# Gedankenflug (Walzer)
Gedankenflug ist ein Walzer von Johann Strauss (Sohn) (op. 215). Das Werk wurde am 23. September 1858 in Pawlowsk in Russland erstmals aufgeführt.